# Pseudaphaenops jacobsoni
Pseudaphaenops jacobsoni is een keversoort uit de familie loopkevers (Carabidae). De wetenschappelijke naam van de soort is voor het eerst geldig gepubliceerd in 1912 door Pliginski.